# 족내혼
족내혼(Endogamy)은 혼인 상대를 같은 사회 집단에서 찾는 혼인을 말한다. 부족이나 민족, 종교 집단 단위일 수 있다. 혈연도가 높은 혈족과의 근친혼은 열성 동형접합자의 출현율을 높여 유전병에 취약하다.

## 설명
족내혼은 많은 문화와 인종 그룹에서 일반적이다. 몇몇 종교 및 민족 종교 단체는 전통적으로 좀 더 족내혼을 이루고 있지만, 때때로 그룹 외부의 교배가 발생하면 결혼의 종교적 개종을 요구하는 차원이 추가된다. 이는 개종자가 파트너의 종교를 받아들임으로써 족내혼 그룹 내에서 받아들여지는 외혼 결혼(exogamous marriage)을 허용한다. 혈연관계와는 달리 족내혼은 상대적으로 폐쇄된 공동체 내에서 소위 창시자 효과(founder effect)라는 유전 질환의 전염을 초래할 수 있다.

## 같이 보기
- 중매결혼
- 동류교배
- 혈연
- 민족주의
- 민족종교 집단
- 종교간 결혼
- 자티
- 족외혼
- 동질혼
- 하이퍼가미